# Arandon
Arandon is een plaats en voormalige gemeente in het Franse departement Isère in de regio Auvergne-Rhône-Alpes en telt 523 inwoners (2005). De plaats maakt deel uit van het arrondissement La Tour-du-Pin.

## Geshiedenis
Arandon is op 1 januari 2017 gefuseerd met de gemeente Passins tot de commune nouvelle Arandon-Passins.  

## Geografie
De oppervlakte van Arandon bedraagt 12,1 km², de bevolkingsdichtheid is 43,2 inwoners per km².
De onderstaande kaart toont de ligging van Arandon met de belangrijkste infrastructuur en aangrenzende gemeenten.

## Demografie
Onderstaande figuur toont het verloop van het inwonertal.

## Afbeeldingen

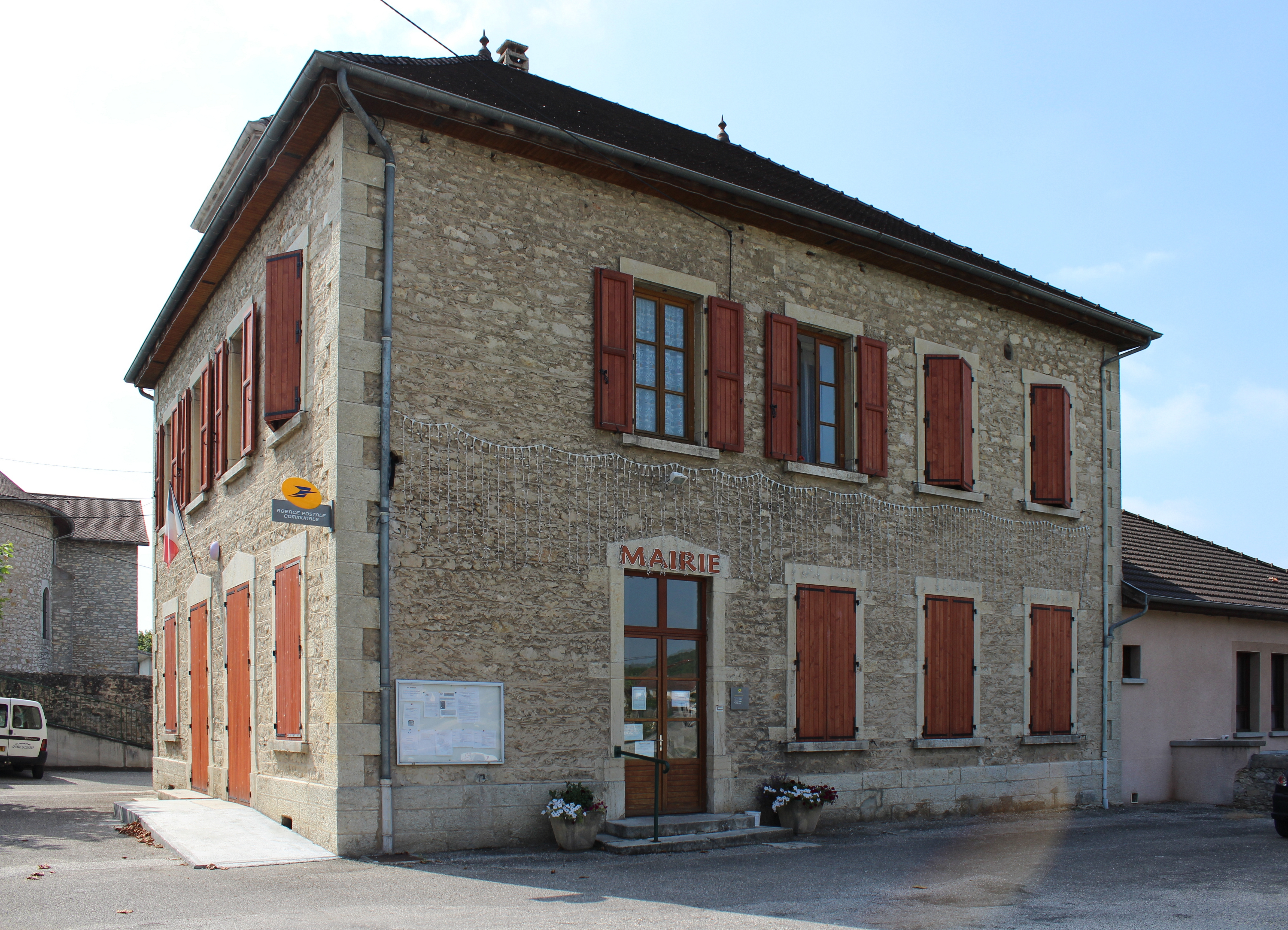
Voormalig gemeentehuis
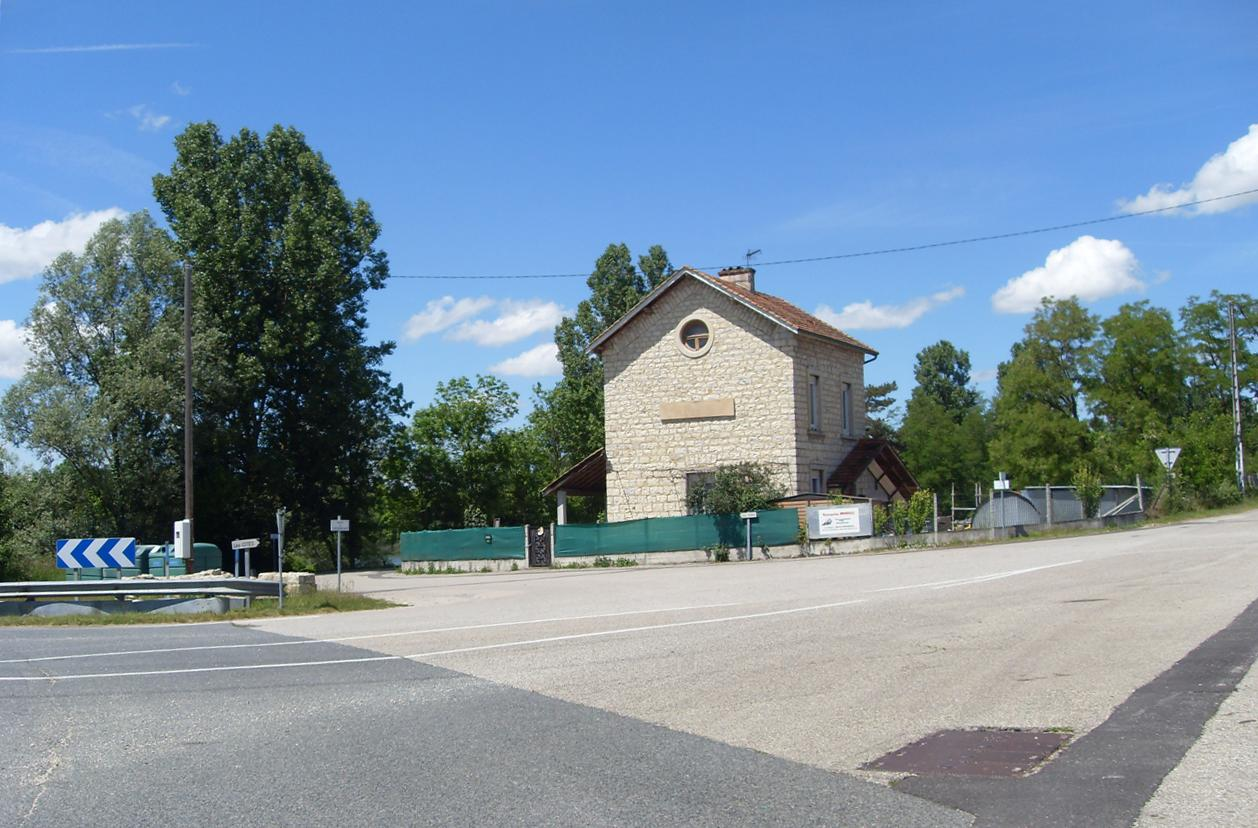
Voormalig station